# Чума мелких жвачных
Чума мелких жвачных — острое вирусное заболевание мелких жвачных (в основном овец и коз), протекающая преимущественно с повышением температуры тела, стоматитом, выделениями из носа и глаз, диареей и пневмонией со зловонным дыханием.
Возбудитель болезни — РНК-содержащий вирус семейства Paramyxoviridae, рода Morbillivirus. Вирус ЧМЖ имеет близкое антигенное родство с вирусом ЧКРС. К ЧМЖ восприимчивы домашние, а также дикие козы и овцы, сайгаки, газели и некоторые другие животные. КРС не болеет этой болезнью, но при наличии в организме её возбудителя реагирует образованием специфических антител. В то же время мелкие жвачные восприимчивы к родственному вирусу ЧКРС. Овцы и козы, переболевшие ЧКРС или вакцинированные против этой болезни, устойчивы к заражению ЧМЖ. В связи с этим, ранее считали, что ЧМЖ и ЧКРС вызывает один возбудитель — вирус ЧКРС . В настоящее время на основе молекулярно-генетических исследований и детального изучения иммунобиологических и антигенных свойств возбудителей ЧМЖ и ЧКРС, они отнесены к отдельным видам: Peste-des-petits-ruminants virus и Rinderpest virus соответственно, и рассматриваются, как самостоятельные нозоединицы.
Экономический ущерб, причиняемый ЧМЖ козоводству и овцеводству, чрезвычайно велик. Смертность в первичных очагах может достигать 100 %, а на стационарно неблагополучных территориях — до 50,0 %. Прямые убытки слагаются из гибели животных, снижения продуктивности (удоев молока, качества и привеса мяса, потерь шерсти и пуха), а также затрат на проведение карантинных мероприятий.
В 1985—2005 гг. ЧМЖ регистрировали более чем в 40 странах мира: из них 29 — страны Западной, Центральной, Восточной и Северо-Восточной
Африки, 17 — страны Южной Азии, Аравийского полуострова, Ближнего и Среднего Востока. В общем списке особо опасных болезней ЧМЖ занимает территории, на которой раньше, как правило, была распространена чума крупного рогатого скота. Возбудитель ЧМЖ, как новая нозологическая единица, имеет прогрессирующий ареал. В 2003 году она вновь была занесена в Израиль и Мавританию. В 2005—2006 гг. ЧМЖ зарегистрирована в Конго, где течение болезни характеризовалось типичными клиническими признаками и летальными исходами. В 2007 г. ЧМЖ была установлена в Китае и Уганде.
Расширение нозоареала ЧМЖ было подтверждено диагностикой болезни в 2005 г. на территории республик Казахстан и Таджикистан, где был обнаружен возбудитель ЧМЖ, выделенный из патматериала от павших животных, а также специфические антитела в сыворотках крови, отобранной у больных овец и коз.
По данным Минсельхоза России, к особо опасным экзотическим болезням, представляющим угрозу заноса в РФ, относится и чума мелких жвачных, которая в настоящее время на её территории не регистрируется. В России это заболевание может возникнуть на территориях Южного, Приволжского, Сибирского и Дальневосточных Федеральных округов, в которых имеется отгонно-пастбищное животноводство.
В настоящее время в неблагополучных зонах по ЧМЖ с целью специфической профилактики широко используют гомологичные вирусвакцины, полученные на основе аттенуированных штаммов этого возбудителя. Первоначально, с целью профилактики ЧМЖ, использовали гетерологичные культуральные вирусвакцины против ЧКРС, которые защищали животных от клинического проявления болезни, но не ингибировали репродукцию этого вируса в их организме. Также разработаны и другие виды вакцин: инактивированные, ассоциированные и рекомбинантные препараты. Однако инактивированные гомологичные вакцины формируют у овец и коз непродолжительный иммунитет.